# Oversergent
En oversergent er en M221-stilling i Forsvaret. En oversergent vil typisk have været sergent i 3-4 år før man kan uddannes til oversergent.
Uddannelsen til oversergent er benævnt Videreuddannelsestrin 1/Mellemleder (VUT-I/ML). Uddannelsen tager mellem 14-19 uger afhængigt af værnet.
I Hæren kan en oversergent være næstkommanderende i en deling, oftest som den eneste professionelle i en værnepligtsdeling. 
I Søværnet kan en oversergent være vagtholdsleder i operationsrummet og i Flyvevåbnet kan en oversergent være 2. tekniker/flyredder i en redningshelikopter. 
I Hærhjemmeværnet er en oversergent næstkommanderende i en deling, i Flyverhjemmeværnet næstkommanderende i en sektion og i Marinehjemmeværnet næstkommanderende skibsfører. En oversergent kan i Hjemmeværnet også være kommandobefalingsmand eller forsyningsbefalingsmand på kompagniniveau. Oversergenter i Hjemmeværnet er ulønnede.

## Sammenligning med udlandet
I NATO er  rangkoden OR-7 tilknyttet oversergentgraden. Denne kode tilkendegiver  rangforholdet for militære ansatte imellem på tværs af medlemslandene. Rangen svarer til Staff Sergeant i den britiske hær, Chief Petty Officer i Royal Navy, Flight Sergeant i RAF og Hauptfeldwebel/Hauptbootsmann i Bundeswehr/Bundesmarine.